# Katrin Obst

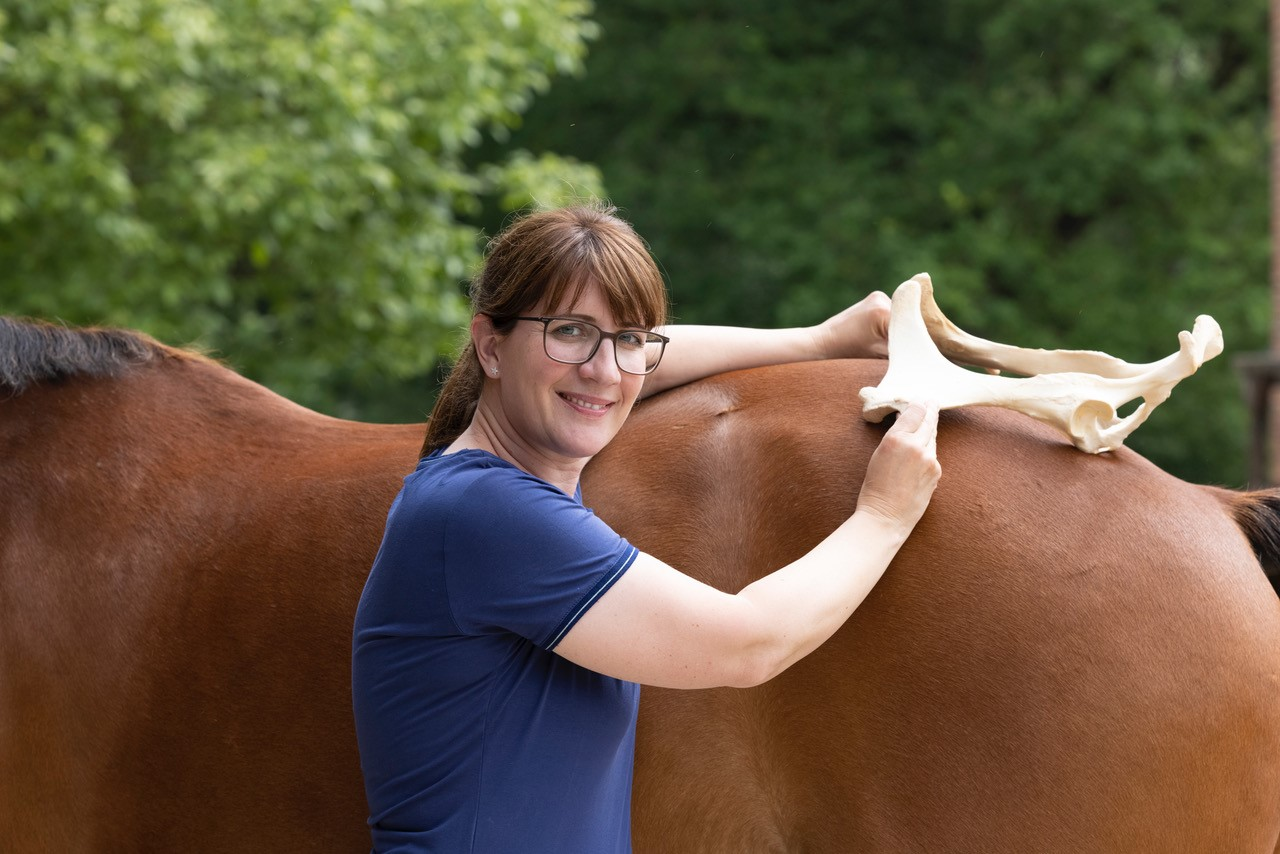

Katrin Obst (* 7. Januar 1979 in Leverkusen) ist eine deutsche Pferdegesundheitsexpertin, Sachbuchautorin und TV-Moderatorin.

## Werdegang
Katrin Obst wurde in Leverkusen geboren. Nach dem Abitur 1999 begann sie eine Ausbildung zur Tierphysiotherapeutin am Freien und Privaten Ausbildungsinstitut für Alternative Tierheilkunde (FAT) in Gelsenkirchen und ist seit mehr als 20 Jahren in diesem Bereich tätig. Sie verfügt über Zusatzqualifikationen in Osteopathie, Akupunktur und Blutegeltherapie und hat sich auf die Behandlung von Pferden und Hunden spezialisiert.
Obst ist eine der Pferdegesundheitsexpertinnen Deutschlands und bekannt aus den TV-Formaten „Die Pferdeprofis“ und „Hundkatzemaus“ auf VOX sowie „Der Pferdetrainer“ und „Der Welpentrainer“ auf Sixx.
Sie ist zudem Autorin verschiedener Sachbücher, schreibt regelmäßig Artikel zum Thema Gesundheit und Training in verschiedenen Fachzeitschriften und hält Vorträge auf Messen zu Themen wie Anatomie und Fitness für Pferde.
Obst ist verheiratet und lebt mit ihrem Mann in Mettmann.

## Moderationen
- 2015–2023: „Die Pferdeprofis“ auf Vox
- seit 2016: „hundkatzemaus“ auf Vox
- seit 2023: „Der Pferdetrainer“ auf Sixx
- seit 2024: „Der Welpentrainer“ auf Sixx

## Bücher
- Fitnessstudio für mein Pferd[4]
- Fit mit Obst[5]
- 111 Dinge die man über Pferde wissen muss[6]